# 海外取材ニッポンの実力
『海外取材ニッポンの実力』（かいがいしゅざいニッポンのじつりょく）は、1980年7月13日から同年9月28日までTBS系列局で放送されていたTBS製作の情報番組である。全8回。放送時間は毎週日曜 20:00 - 20:55 （日本標準時）。
国際化が進む日本にとって気になる外国からの評判を、世界各地のジャーナリストたちが伝えていた番組。司会は森本哲郎が務めていた。

## 放送リスト
| 回                                                               | 放送日 （1980年） | サブタイトル                                                   |
| ---------------------------------------------------------------- | ----------------- | -------------------------------------------------------------- |
| 1                                                                | 7月13日           | アメリカ合衆国の食卓革命！ 日本から吹く風                      |
| （7月20日はプロ野球中継「オールスターゲーム・第2戦」のため休止） |                   |                                                                |
| 2                                                                | 7月27日           | 女たちのコペンハーゲン！自由の国で女の歴史が変わる             |
| 3                                                                | 8月3日            | 日本語論は花盛り                                               |
| （8月10日はプロ野球中継「横浜大洋×巨人」のため休止）             |                   |                                                                |
| 4                                                                | 8月17日           | たたかれてたまるか 袋だたきの経済大国                          |
| （8月24日はプロ野球中継「中日×巨人」のため休止）                 |                   |                                                                |
| 5                                                                | 8月31日           | サンタクララの熱い夏!!                                         |
| 6                                                                | 9月7日            | 近くて遠い国 東南アジア！戦後35年 日本は何をしてきたか         |
| 7                                                                | 9月14日           | オリエント特急という通勤電車が走るニューヨーク                 |
| （9月21日はプロ野球中継「広島東洋×巨人」のため休止）             |                   |                                                                |
| 8                                                                | 9月28日           | 北の守りにつくF4ESファントムから世界最高の七四式戦車まで総点検 |

（参考：『朝日新聞 縮刷版』朝日新聞社、1980年7月13日 - 同年9月28日付ラジオ・テレビ欄頁。

## 備考
後にこの日曜20:00枠で、森本哲郎の実弟・森本毅郎が司会を務める情報番組『諸君!スペシャルだ』がスタートした。その後継番組である『日曜ゴールデン特版』には哲郎もゲスト出演したことがある
| TBS系列 日曜20:00枠                                | TBS系列 日曜20:00枠                                      | TBS系列 日曜20:00枠                                         |
| 前番組                                             | 番組名                                                   | 次番組                                                      |
| -------------------------------------------------- | -------------------------------------------------------- | ----------------------------------------------------------- |
| ミスターサンデー （1980年4月13日 - 1980年6月29日） | 海外取材ニッポンの実力 （1980年7月13日 - 1980年9月28日） | 天皇の料理番（堺正章版） （1980年10月19日 - 1981年3月22日） |